# Vittorio Vargiu
Vittorio Vargiu (Ulassai, 10 maggio 1919 – Castelnuovo di Val di Cecina, 14 giugno 1944) è stato un partigiano italiano.

## Biografia
Nato a Ulassai da Beniamino Vargiu e Narcisa Salis. La sua famiglia era molto povera e non poté permettergli lo studio oltre la terza elementare. All'età di 13 anni venne avviato a lavori di ogni genere ma soprattutto servitù nella pastorizia. All'età di 18 anni nel 1937 si sposa con la giovane Iolanda Deligias sua compaesana. Richiamato alle armi nel 1940 al Distretto Militare di Sassari, già nel luglio del 1941 si trova a Ferrara poi a Mondovì. Nel marzo del 1942 diventa caporale maggiore con qualifica di motorista e fa parte del III Battaglione Movimento Stradale a San Remo dove conosce il futuro amico Francesco Piredda di Nuoro e il colonnello Vito Finazzo, entrambi poi convinti a collaborare insieme al marchese Gianluca Spinola nella rischiosa missione antifascista e partigiana. Vargiu abbandona il servizio militare per una grave forma di intercolite sub acuta e viene ospitato prima nella casa Zerini poi in quella del marchese, nella zona di Volterra, con l'impiego di aiutante fattore. Nella tenuta andrà poi anche Piredda e da lì nascerà il sodalizio che costituirà la cosiddetta "Banda di Ariano", formata da due proletari e due nobili, poiché si avrà anche la collaborazione del cugino dello Spinola, Franco Stucchi Prinetti.

## Banda di Ariano
Prende il nome da Ariano (località presso Volterra) dove i quattro amici, abbandonata la divisa militare dopo l'Armistizio dell'8 settembre 1943, si ritrovarono e strinsero un accordo partigiano che li vedeva collaborare con il Comando di Giustizia e Libertà e altre formazioni partigiane legate al colonnello Vito Finazzo per combattere il Fascismo. Da quel momento fecero diverse azioni di rappresaglia nei confronti dei convogli delle SS naziste, causando molte vittime, nelle zone di Colle di Val d'Elsa e Castel San Gimignano, rallentando così in modo imponente la marcia delle truppe della Wehrmacht. In un ennesimo scontro a fuoco nell'estate del 1944 sempre in queste zone vennero catturati e torturati nella speranza che rivelassero i loro contatti con gli altri gruppi. Non fu così e, trasferiti nei pressi Castelnuovo di Val di Cecina, vennero fucilati sul ciglio della strada. I loro cadaveri vennero orrendamente straziati per evitarne il riconoscimento e gettati insieme ai cadaveri dei settanta minatori di Niccioleta uccisi in massa alcuni giorni prima.